# うらら (中澤裕子の曲)
「うらら」は、中澤裕子の11枚目のシングル。2006年9月27日発売。

## 収録曲
1. うらら
作詞・作曲：永井龍雲 編曲：上杉洋史
2. 六月の花嫁(June bride)にあこがれ
作詞・作曲：永井龍雲 編曲：上杉洋史
3. うらら(Instrumental)